# 緬甸聯邦共和國駐台北貿易辦事處
緬甸聯邦共和國駐台北貿易辦事處 ，是緬甸駐在台灣的代表辦事處，主官職稱为「代表」。
台灣相應的駐緬機構是仰光的駐緬甸臺北經濟文化辦事處以及2013年11月4日中華民國對外貿易發展協會於仰光設立的仰光台灣貿易中心。
辦事處於2021年關閉。

## 歷任代表
- 鄧倫武（2015年－2018年）
- 妙鄧（2018年－2020年）

## 外部連結
- 緬甸聯邦共和國駐台北貿易辦事處 （页面存档备份，存于）